# Coelichneumon ophiusae
Coelichneumon ophiusae är en stekelart som först beskrevs av Joseph Kriechbaumer 1890.  Coelichneumon ophiusae ingår i släktet Coelichneumon och familjen brokparasitsteklar. Inga underarter finns listade i Catalogue of Life.